# Tom Wolfenden
Tom Wolfenden (* 23. Februar 1994) ist ein englischer Badmintonspieler. 

## Karriere
Tom Wolfenden startete 2011 bei den Commonwealth Youth Games sowie 2011 und 2012 bei den Badminton-Juniorenweltmeisterschaften. 2011 siegte er auch beim Spanish Juniors, 2012 wurde er Zweiter beim Danish Junior Cup. Bei den Erwachsenen stand er bei den Dutch Open 2013 und den Scottish Open 2013 im Achtelfinale. Beim Swedish Masters 2014 wurde er Dritter. National gewann er 2013 ebenfalls Bronze bei den englischen Titelkämpfen.